# Спасо-Преображенский собор (Шадринск)
Спа́со-Преображе́нский собо́р — православный храм в городе Шадринске Курганской области, старейшая каменная постройка города. Относится к Шадринской епархии Русской православной церкви.

## История
Собор заложен в 1771 году с благословения епископа Тобольского Варлаама. Строительством руководил настоятель Успенского Далматовского монастыря игумен Адам (Аркудинский). В 1777 году он освятил собор в честь Преображения Господня, а один из приделов — во имя Михаила Архангела. В 1820—1821 год к трапезной пристроили колокольню. Художественные вкусы к тому времени изменились, что не лучшим образом сказалось на внешнем виде собора с колокольней — в отличие от легкого четверика в стиле сибирского барокко, колокольню исполнили в стилистике провинциального классицизма, причём «тяжёлого» его извода. Она представляла собой мощный трёхъярусный восьмерик с огромными окнами в каждом ярусе и полусферическим завершением, увенчанным шпилем.

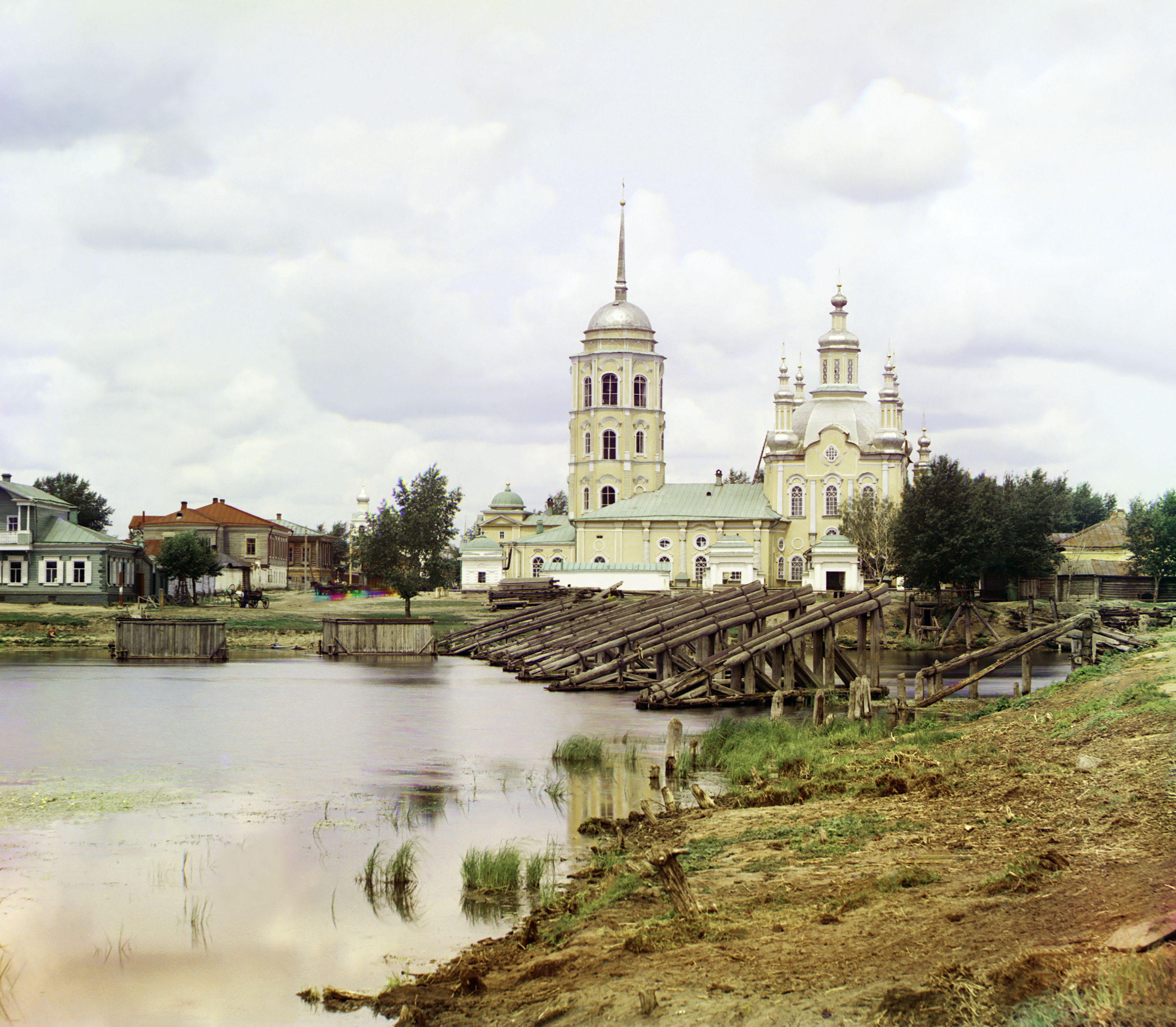
Храм в 1912 году

В третьей четверти XIX века с северной и южной сторон колокольни были пристроены две комнаты для размещения в них ризницы и помещения для сторожей, при этом паперть, находящаяся с западной стороны колокольни, была обращена в притвор.
В 1903 году к северной и южной стороне этого притвора были возведены: каменные пристрой для канцелярии, архив, библиотеки и ризницы и выстроен портик главного (западного) входа, который к тому же выполнял функции паперти.
В 1867 году профессор живописи Евграф Сорокин по рекомендации Фёдора Бронникова выполнил живопись для иконостаса собора. Были написаны десять образов. Эта работа велась по поручению шадринского купца А Г. Шишкина. Резьба иконостаса отличалась большой пышностью.
В 1889 году художник Павел Никулин изобразил во впадинах стен угодников Божьих, расписал колонны в цвет мрамора. В этом же году на средства купца М. Соснина были выполнены иконостасы придельных алтарей. Иконы нижнего ряда этих иконостасов были одеты в серебряные позолоченные с камнями ризы. Пожертвованы они были богатыми купцами Шадринска Сосниным и Жиряковым.
В 1907 году московский художник В. И. Звездин выполнил живописные работы внутри главного купола. Окрестные храму улицы Шадринска были названы в честь церковных престолов: Преображенская, Михайловская, Петропавловская.
С 1929 по 1970 годы собор претерпел значительные изменения: были разрушены колокольня, порталы и главного и боковых входов, ограждение и часовни собора. В то же время наружные стены боковых пристроев и притвора были надстроены до уровня карниза трапезной, вследствие чего изменялась и конструкция крыши входной группы собора.
Помимо этого, на территории собора имеется неизвестное захоронение.